# 里孜镇
里孜镇，是中华人民共和国西藏自治区日喀则市仲巴县下辖的一个乡镇级行政单位。2025年2月，撤销仁多乡（藏語：རི་འཐོར་），设立里孜镇，以亚热乡的部分行政区域和原仁多乡的行政区域为里孜镇的行政区域。里孜镇人民政府驻里孜村。亚热乡人民政府驻地由里孜村迁至达务村。

## 行政区划
里孜镇下辖以下地区：
夏吉村、兴沙村、康玛村、归觉村和本松村。